# 徳島県看護協会
公益社団法人徳島県看護協会（こうえきしゃだんほうじんとくしまけんかんごきょうかい、英称：Tokushima Nursing Association）は、徳島県知事所管の徳島県の看護師、保健師、助産師・准看護師を会員とする公益社団法人である。入会条件は、看護職の有資格者であること。図書室を完備している。

## 概要

### 活動内容[1]
- まちの保健室による県民の健康増進活動。
- 専門的で質の高い研修会、学会の開催。
- 就業相談など、ナースバンク活動。
- 看護の日のイベント開催。
- 在宅医療・看護活動支援。
- 訪問看護支援。
- 災害支援
- 看護職相談室の運営。

## 沿革
- 1980年（昭和55年） - 社団法人徳島県看護協会として県知事より認可。
- 1987年（昭和62年） - 看護会館竣工、落成。
- 1993年（平成5年） - 徳島県ナースセンター事業を受託(徳島県ナースセンター開設)
- 2007年（平成19年） - 認定看護管理者教育（セカンドレベル）の実施機関認定
- 2008年（平成20年） - 研修棟竣工
- 2012年（平成24年） - 公益社団法人徳島県看護協会として登記

## 本部所在地

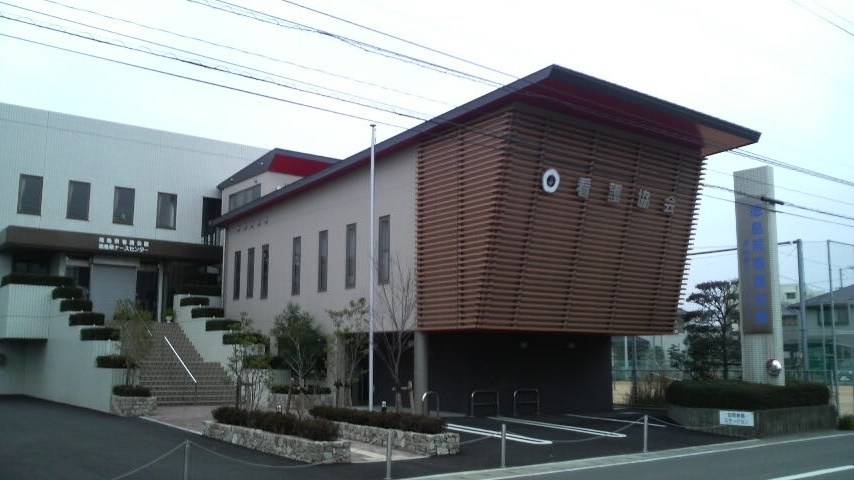
徳島県看護会館(訪問看護ステーション徳島)

徳島県看護会館：〒770-0003 徳島県徳島市北田宮1丁目329番地18号

## 訪問看護ステーション
- 訪問看護ステーション徳島 
  - 〒770-0003 徳島県徳島市北田宮1-329-1
- 訪問看護ステーション阿南 
  - 〒779-1235 阿南市那賀川町苅谷325番地2
- 訪問看護ステーション半田
  - 〒779-4401 美馬郡つるぎ町半田字中藪234番地1